# Пустынька (Сланцевский район)
Пустынька — деревня в Новосельском сельском поселении Сланцевского района Ленинградской области.

## История
Деревня Пустынка упоминается на карте Санкт-Петербургской губернии Ф. Ф. Шуберта 1834 года.

ПУСТЫНЬКА — деревня принадлежит князю Никите Дондукову-Корсакову, число жителей по ревизии: 44 м. п., 37 ж. п. (1838 год)

Как деревня Пустынка она отмечена на карте профессора С. С. Куторги 1852 года.

ПУСТЫНЬКА — деревня князя Дондукова-Корсакова, по просёлочной дороге, число дворов — 8, число душ — 30 м. п. (1856 год)

ПУСТЫНЬКА — деревня владельческая при речке Руденке, число дворов — 8, число жителей: 29 м. п., 38 ж. п.; Часовня православная. (1862 год) 

В XIX — начале XX века деревня административно относилась к Выскатской волости 1-го земского участка 1-го стана Гдовского уезда Санкт-Петербургской губернии.
Согласно Памятной книжке Санкт-Петербургской губернии 1905 года деревня входила в 1-е Гусевское общество.
- Деревня Пустынька на карте 1919 года

Согласно карте Петроградской и Эстляндской губерний 1919 года деревня называлась Пустынка.
По данным 1933 года деревня Пустынька входила в состав Рудненского сельсовета Рудненского района.
По состоянию на 1 августа 1965 года деревня Пустынька входила в состав Новосельского сельсовета Кингисеппского района.
По данным 1973 и 1990 годов деревня Пустынька входила в состав Новосельского сельсовета.
В 1997 году в деревне Пустынька Новосельской волости проживали 2 человека, в 2002 году — также 2 человека (все русские).
В 2007 и 2010 годах в деревне Пустынька Новосельского СП, также проживали 2 человека.

## География
Деревня расположена в южной части района на автодороге 41К-807 (Рудно — Пустынька — Рыжиково), к северу от автодороги 41К-020 (Сижно — Будилово — Осьмино).
Расстояние до административного центра поселения — 11 км.
Расстояние до ближайшей железнодорожной платформы Сланцы — 29 км.
Деревня находится на правом берегу реки Рудинка.

## Демография
| 1862 | 2007 | 2010 | 2017 |
| ---- | ---- | ---- | ---- |
| 67   | ↘2   | →2   | →2   |